# Cusickiella
Cusickiella é um género botânico pertencente à família Brassicaceae.

## Espécies
- Cusickiella douglasii (Gray) Rollins
- Cusickiella quadricostata (Rollins) Rollins